# Kreativurlaub
Kreativurlaub ist der Oberbegriff für Urlaubsformen, die eine kreative, meist künstlerische Tätigkeit (Malen, Bildhauerei, Fotografieren, Musizieren) mit dem Reisen verbinden. Das Reisen bietet hier im Wesentlichen den Rahmen, in dem die künstlerische Tätigkeit – meistens unter Anleitung eines Lehrers – ausgeübt wird. Im Gegensatz zu einem normalen Workshop oder Kurs soll das Urlaubsambiente intensiveres Eintauchen in die Materie ermöglichen, als es unter Alltagsbedingungen in der Regel möglich ist. Aus pädagogischer Sicht ist diese Form des Lernens aufgrund ihrer Intensität und aufgrund des Ausblendens lernhemmender Alltagsfaktoren äußerst effizient.
Oft besteht ein unmittelbarer Zusammenhang zwischen der kreativen Tätigkeit und dem Reiseziel, sei dies der Flamencokurs in Sevilla, der Alabaster-Workshop im Volterra (Toskana) oder Mal- und Fotografiekurse, die gezielt eine bestimmte Landschaft oder eine bestimmte Region ins Auge fassen.
Zielgruppe für diese Art von Reisen sind im Wesentlichen (ältere) Erwachsene, die Urlaub und Fortbildung miteinander verbinden möchten. Der Kreativurlaub zählt somit auch zum Bereich der Erwachsenenbildung. Kreativangebote wenden sich an Individualisten und nicht ans Massenpublikum, weshalb diese Reiseformen von den großen Tourismusunternehmen generell nicht bedient werden. Anbieter von Kreativurlaub sind meistens Kleinunternehmen, die ihr Produkt gezielt in Nischen platzieren. Damit sind sie meistens auch nicht den zum Teil heftigen Schwankungen unterworfen, die dem Massentourismus in den letzten Jahren zu schaffen gemacht haben.